# Ornithoica confluenta
Espèce
Ornithoica confluenta est une espèce d'insectes diptères piqueurs de la famille des Hippoboscidae.